# Flechtorf
Flechtorf (früher auch Campen) ist eine Ortschaft in der Gemeinde Lehre im Landkreis Helmstedt, Niedersachsen, Deutschland.

## Geographie

### Geographische Lage
Flechtorf befindet sich im Nordosten der Gemeinde Lehre liegt rund 12 Kilometer südwestlich von Wolfsburg und rund 14 Kilometer nordöstlich von Braunschweig.
Die Ortschaft liegt südwestlich der Kreuzung der Landstraße L295 mit der Bundesautobahn 39 und nordöstlich der Kreuzung der Landstraße L295 mit der Bundesautobahn 2.

### Dorfstruktur
Die Ortschaft lässt sich geographisch in Alt- und Neudorf unterscheiden. Die Grenze zwischen diesen beiden Ortsteilen bildet die Schunter.

## Geschichte

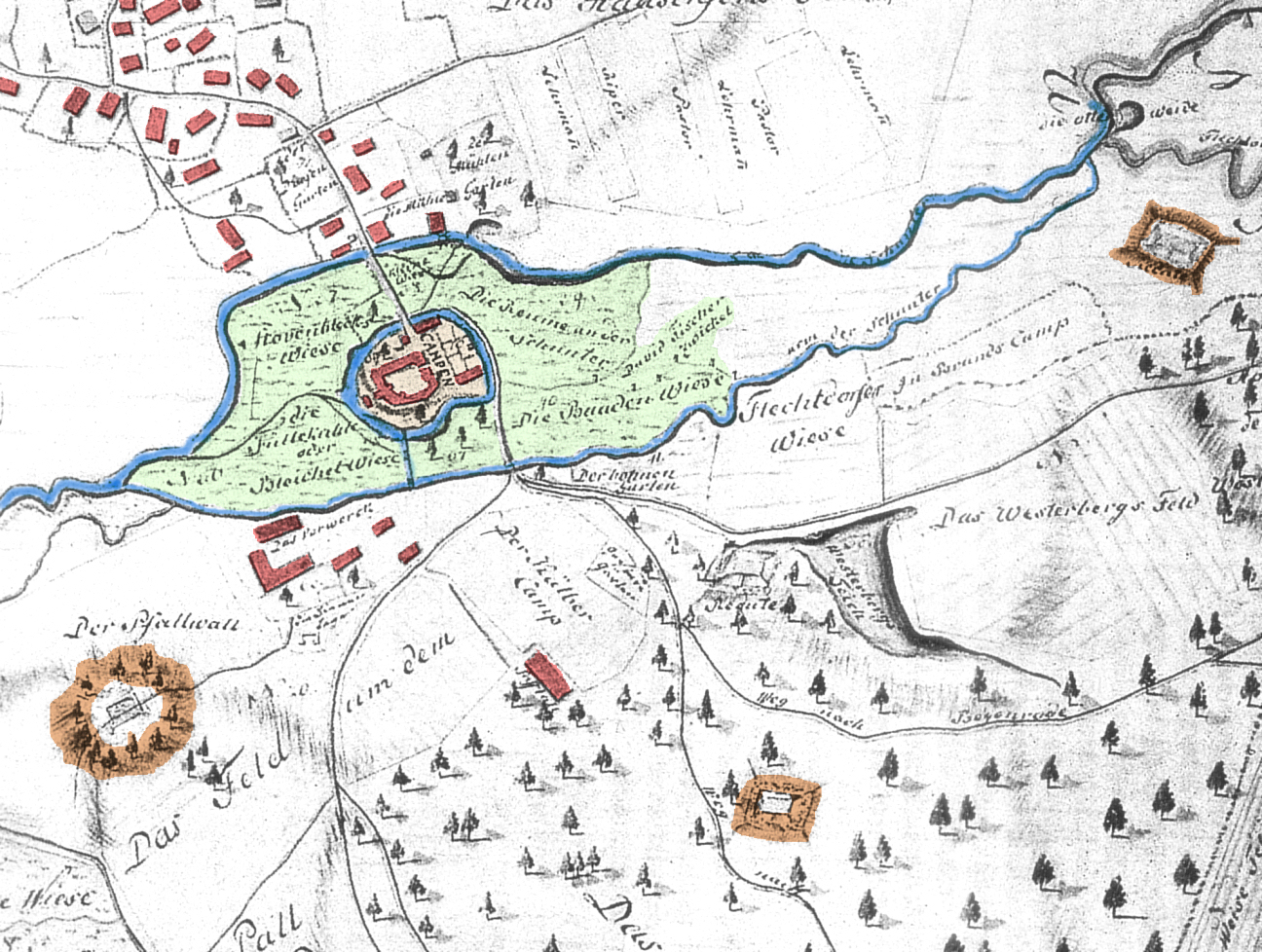
Lagekarte von Flechtorf und Burg Campen mit dem Pallwall und zwei Belagerungsschanzen, 1740

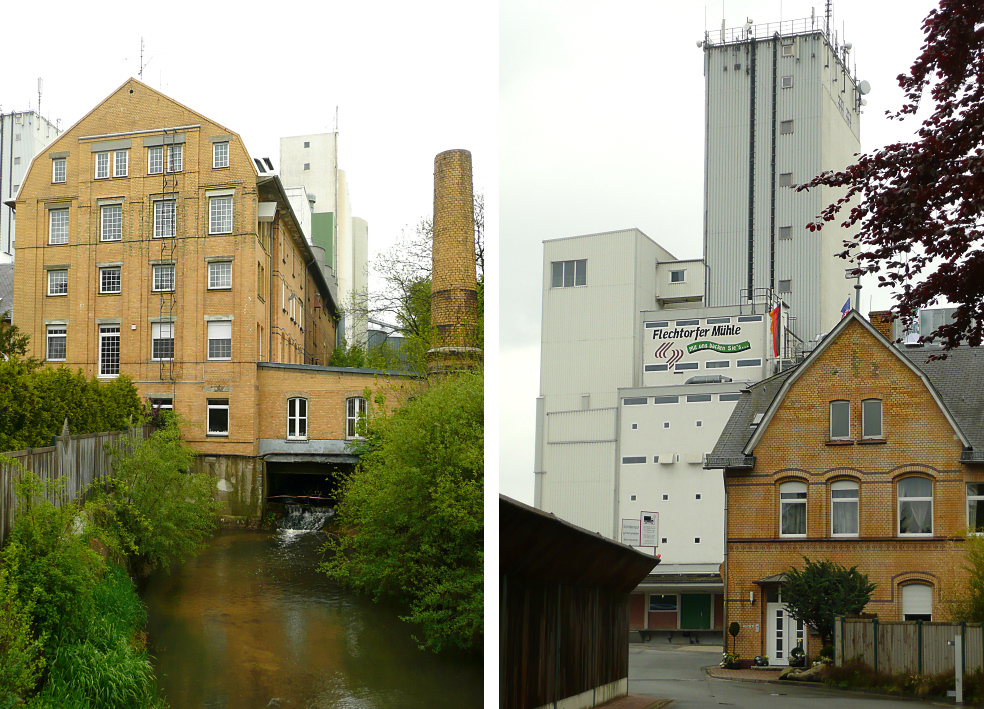
Linkes Bild mit Flechtorfer Mühle an der Schunter, rechts die modernen Anlagen

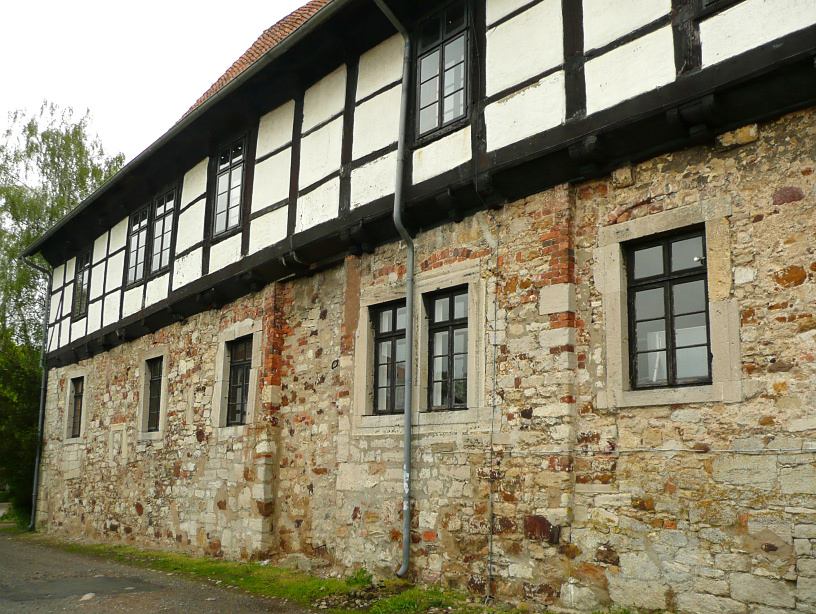
Burg Campen

Die erste urkundliche Erwähnung  geht auf das Jahr 1022 zurück. Seit dieser Zeit sind auch die weiteren Namensformen bekannt: 1022 Flegtorp, 1100 Flechthorpa, 1129 Vlechthorp. Die Lage an der Schunter inmitten einer vorwiegend ackerbaulich geprägten Region führte bereits im 13. Jahrhundert zur Gründung einer Wassermühle zum Mahlen von Getreide. Die Flechtorfer Mühle besteht noch heute als Großbetrieb mit moderner Mühlentechnik.
1525 und 1526 kamen bei Plünderungen zahlreiche Menschen ums Leben. Am 13. Mai 1729 kam es zu einem Großbrand im Ort, bei dem 26 Gebäude bis auf die Grundmauern niederbrannten.
Seit dem Mittelalter liegt im Ort die Burg Campen als Niederungsburg zwischen zwei Flussarmen der Schunter. Die erstmals im 13. Jahrhundert erwähnte Anlage wurde Ende des 16. Jahrhunderts in ein Schloss umgestaltet. Als baulicher Rest ist davon nur noch das Hauptgebäude vorhanden. Während der Zeit von Heinrich dem Löwen war Campen Sitz eines Ministerialen. Als Amtmann der Burg Campen waren die Dorfbewohner ihm gegenüber jahrhundertelang abgabepflichtig mit Naturalabgaben. Auch hatten sie Hand- und Spanndienste zu leisten.
Flechtorf lag früher an der Postroute Braunschweig–Calvörde.
Im Rahmen der niedersächsischen Verwaltungs- und Gemeindereform wurde Flechtorf, das bis dahin als selbstständige Gemeinde zum Landkreis Braunschweig gehörte, nach Lehre eingemeindet. Die Gemeinde Lehre wurde am 1. März 1974 nach Auflösung des Landkreises Braunschweig dem Landkreis Helmstedt zugeschlagen. Dabei hatten sich etwa 90 Prozent der Einwohner für einen Anschluss an das näher gelegene Wolfsburg ausgesprochen.

### Einwohnerentwicklung
| Lehre-Flechtorf – Bevölkerungsentwicklung seit 2005                                                                   | Lehre-Flechtorf – Bevölkerungsentwicklung seit 2005 | Lehre-Flechtorf – Bevölkerungsentwicklung seit 2005 | Lehre-Flechtorf – Bevölkerungsentwicklung seit 2005 | Lehre-Flechtorf – Bevölkerungsentwicklung seit 2005 |
| Entwicklung | Jahr                                                | Einwohner                                           | Anmerkungen                                         |                                                     |
| --- | --------------------------------------------------- | --------------------------------------------------- | --------------------------------------------------- | --------------------------------------------------- |
| Hier fehlt eine Grafik, die leider im Moment aus technischen Gründen nicht angezeigt werden kann. Wir arbeiten daran! | 2005                                                | 2.848                                               |                                                     |                                                     |
| Hier fehlt eine Grafik, die leider im Moment aus technischen Gründen nicht angezeigt werden kann. Wir arbeiten daran! | 2011                                                | 2.901                                               | zum 31. Dezember                                    |                                                     |
| Hier fehlt eine Grafik, die leider im Moment aus technischen Gründen nicht angezeigt werden kann. Wir arbeiten daran! | 2012                                                | 2.954                                               | zum 31. Dezember                                    |                                                     |
| Hier fehlt eine Grafik, die leider im Moment aus technischen Gründen nicht angezeigt werden kann. Wir arbeiten daran! | 2016                                                | 3.184                                               | zum November                                        |                                                     |
| Hier fehlt eine Grafik, die leider im Moment aus technischen Gründen nicht angezeigt werden kann. Wir arbeiten daran! | 2018                                                | 3.248                                               | zum 1. Februar                                      |                                                     |

### Erklärung des Ortsnamens
Der Ortsname geht auf das mittelniederdeutsche Wort „vlecht“ für „Geflecht von Zweigen, Hürde“ zurück und ist als Hinweis auf vorhandenes Flechtwerk (Hürden für die Viehhaltung, Zäune zur Einfriedung der Siedlung oder ähnliches) zu verstehen.

### Wappen
Das Wappen zeigt in Blau über einem silbernen Flechtzaun eine silberne Waage. Das Flechtwerk spielt auf den Ortsnamen an. Die Waage als Symbol der Justitia, also der Gerechtigkeit, verweist auf die Herren von Campen, die früher auf der gleichnamigen Burg die Gerichtsbarkeit ausübten. Seit 1966 führt Flechtorf dieses Wappen.

## Infrastruktur
An örtlichen Einrichtungen bestehen in Flechtorf eine 1964 erbaute Grundschule, die später erweitert wurde. Ferner eine Kindertagesstätte, eine evangelische Kirche (Heilig-Kreuz-Kirche), ein 1960 errichtetes Dorfgemeinschaftshaus mit dem seit 2002 bestehenden Dorfarchiv und einem 2020 aufgestellten öffentlichen Bücherschrank. Im Ort existiert ein Gewerbegebiet. Busverbindungen führen nach Wolfsburg und Braunschweig.

## Politik
| Ortsrat Lehre-Flechtorf 2021–2026Insgesamt 7 Sitze - SPD: 4 - Grüne: 1 - UWG: 1 - CDU: 1 |

Derzeitige Ortsbürgermeisterin ist Edelgard Hahn (SPD).

## Persönlichkeiten
- Franz Bogislaus Westermeier (1773–1831), deutscher evangelischer Theologe, wurde in Flechtorf geboren